# Víctor Amela
Víctor Manuel Amela Bonilla (Barcelona, 30 de septiembre de 1960), más conocido como Víctor Amela, es un periodista y escritor español presente en varios medios de comunicación. Es uno de los cocreadores de la sección  La contra de La Vanguardia, donde ha publicado más de 1800 entrevistas en quince años.

## Biografía
Nacido en Barcelona, estudió periodismo en la UAB y derecho en la Universidad de Barcelona. Se licenció en periodismo en 1984 y entró como becario en La Vanguardia con 23 años. Abandonó los estudios de Derecho en cuarto curso.
En La Vanguardia comenzó cubriendo la sección de espectáculos, para dedicarse después a la sección de televisión. Paralelamente, escribe entrevistas para la revista Teleprograma (1985-89).
En 1989 fue nombrado jefe de la sección de comunicación de La Vanguardia, desde donde continuó realizando entrevistas y críticas de televisión. Destacan sus series de entrevistas en profundidad: Líderes de audiencia (1990-1991) y España encantada (1994).
Cocreó La contra de La Vanguardia junto con Ima Sanchís y Luis Amiguet en enero de 1998, desde donde se han publicado más de 1.800 entrevistas. Fue vicepresidente de la CRIT (Asociación de Críticos y Informadores de Televisión).
En la actualidad colabora en el programa Aruser@s de La Sexta y El món a Rac 1 de RAC1. También es conferenciante y moderador de debates en varias instituciones sobre asuntos relativos a la comunicación en España.

### Docencia
Fue profesor de Teoría y Análisis de la televisión en la Facultad de Ciencias de la Comunicación de la Universidad Autónoma de Barcelona (UAB), entre 1990 y 1995. Fue profesor de Estructura del sistema audiovisual en la Facultad Blanquerna de Ciencias de la Comunicación de la Universidad Ramon Llull (URL), entre 1996 y 2001. También ha impartido clases o colaborado con varias universidades como la Universidad de Zaragoza, la Universidad de Gerona, la Universidad de Castellón o la UOC.

## Libros publicados
- Yo pude salvar a Lorca (2018)
- La hija del capitán Groc (2016)
- Amor contra Roma (2014)
- El cátaro imperfecto / El càtar imperfecte (2013)[6]
- Casi todos mis secretos / Tots els meus secrets, o gairebé (2012)[7]
- 333 vitamines per a l'ànima (2012) (con Roser Amills)
- Grandes contras sobre el amor, Grandes contras sobre la mente humana, Grandes contras sobre la felicidad (2012) (con Ima Sanchís y Lluís Amiguet)
- Tombes i lletres
- Paraules d'amor, confessions apassionades (2011) (con Roser Amills)
- Antologia de citas (2010)
- Història cultural de l'audiovisual (2008)
- La televisió-espectacle (2008)
- Retratos y recuerdos de la vida forcallana (2006)
- Algunas cosas que he aprendido (2005)

- La meva ràdio (1993) Libro con motivo del 10º aniversario de Catalunya Ràdio (coautor)

## Radio y televisión
- 2000-2002 — Coautor del programa radiofónico La contra, en RAC1
- 2001-2002 — Sección de entrevistas en La Mañana (Cope), de Luis Herrero
- 2002-2004 — Colaborador de l'hora del pati (RAC1), de Albert Om
- 2001-2007 — Comentarista en La Ventana (Cadena Ser) de Gemma Nierga
- 2002-2002 — Comentarista de televisión en Vitamina N (Citytv)
- 2002-2006 — Comentarista de libros en Saló de lectura (Btv), premio Ondas 2004
- 2004-2018 — Comentarista televisivo en Arucitys (8tv)
- 2004-actualmente — Colaborador de El món a RAC1, con Jordi Basté.
- 2006-2007 — Director-presentador del programa televisivo Per contra, en 8tv
- 2007-2009 — Colaborador en El club de TV3
- 2007-2011 — Colaborador en L'hora del lector (Canal 33)
- 2007-2012 — Colaborador en En días como hoy, de Juan Ramón Lucas, Radio Nacional de España
- 2012-2012 — Colaborador en + Gente, en La 1
- 2018-actualmente — Colaborador en Aruser@s, en La Sexta

## Premios y reconocimientos
Ha sido distinguido con los premios de la Asociación de la Prensa de Madrid, Ferrer Eguizábal de Periodismo, dos Micrófonos de Plata, Gremio de Editores de Cataluña, Protagonistas, Antonio Mompeón Motos, Cataluña de Comunicación y Relaciones Públicas, Ángel de Bronce de la Comunicación, GoliADs y La Llança de Sant Jordi de Òmnium Cultural.
- 1991 - Premio Ferrer Eguizábal de Periodismo 1991 por dos reportajes sobre televisión en La Vanguardia
- 1999 - Premio Micrófono de Plata de la APEI-RTVE por su labor como comentarista de Televisión en La Vanguardia
- 2002 - Premio Micrófono de Plata de la APEI-RTVE por sus entrevistas de La contra de La Vanguardia
- 2001 - 3.er. Premio Mejor Comunicador 2001 por La contra, de la Facultad Ciencias de la Comunicación Blanquerna-URL
- 2003 - Premio del Gremio de Editores de Cataluña por La contra de La Vanguardia
- 2004 - Premio Ondas 2004
- 2005 - Premio de la Asociación de la Prensa de Madrid por La contra de La Vanguardia
- 2005 - Premio de Periodismo Antonio Mompeón Motos, del grupo El Heraldo de Aragón, por su trabajo en La contra de La Vanguardia
- 2006 - Premi Catalunya de Comunicación y Relaciones Públicas
- 2007 - Premio Fundación Altarriba por las entrevistas de La contra de La Vanguardia
- 2008 - Premio Ángel de Bronce de la Comunicación de la Escuela Universitaria de la Comunicación de Gerona
- 2008 - Premio de Periodismo Protagonistas 2008
- 2008 - Premio Micrófono de Plata de la APEI-RTVE por la trayectoria periodística
- 2010 - Premio GoliADs de la Universidad Abat Oliva a la mejor iniciativa en prensa
- 2011 - Premio La Llança de Sant Jordi de Òmnium Cultural por el libro Palabras de amor (Angle Editorial 2011)
- 2013 - Premio Cruz de Oro de la Agrupación Española del Fomento Europeo
- 2016 - Premio Ramon Llull

| Predecesor: Xavier Bosch | Premio Ramon Llull de novela 2016 | Sucesor: Pilar Rahola |